# کامراتا کرنلو
کامراتا کرنلو (به ایتالیایی: Camerata Cornello) یک کومونه در ایتالیا است که در استان برگامو واقع شده‌است. کامراتا کرنلو ۱۲٫۶ کیلومتر مربع مساحت و ۶۰۱ نفر جمعیت دارد و ۵۷۰ متر بالاتر از سطح دریا واقع شده‌است.